# 普里亞日夫
50°11′7″N 28°40′34″E / 50.18528°N 28.67611°E
普里亞日夫（烏克蘭語：Пряжів），是烏克蘭中部日托米爾州的村落，隸屬日托米爾區的新惠溫斯凱市鎮，距離日托米爾約12公里，始建於1584年，面積0.11平方公里，海拔高度217米，2001年人口1,060，人口密度每平方公里9,906.54人。